# Escuela de rateros
Escuela de rateros es una película mexicana de 1958 (aunque filmada en 1956) dirigida por Rogelio A. González y protagonizada por Pedro Infante, Rosita Arenas y Yolanda Varela. Fue la tercera película en color con Pedro Infante en papel protagónico y la última que completó antes de su fallecimiento.

## Argumento
Víctor (Pedro Infante) es un actor y violinista déspota y con un pasado criminal, que es chantajeado por un viejo socio, Eduardo (Eduardo Fajardo), un argentino ladrón internacional de joyas. Víctor trata de denunciarlo a la policía, pero es asesinado mientras llama por teléfono. 
La policía busca a un tipo muy parecido al muerto, un repartidor de pan, Raúl (también Pedro Infante), para atrapar al criminal. 
Finalmente, Raúl ayuda a capturar al ladrón de joyas, recibe la recompensa, y encuentra el amor con la mujer que Víctor había estado chantajeando para que se casará con él.

## Elenco
- Pedro Infante como violinista y panadero Víctor Valdés/Raúl Cuesta Hernández.
- Rosita Arenas como Rosaura Villarreal
- Yolanda Varela novia de Víctor
- Rosa Elena Durgel como Sargento Martha Angulo
- Bárbara Gil como Alicia
- Eduardo Fajardo como Eduardo, ladrón de joyas
- Eduardo Alcaraz como Toño
- Raúl Ramírez como Pablo, licenciado y hermano de Alicia.
- Luis Aragón como Teniente López
- Luis Manuel Pelayo como Félix, el bufón
- José Jasso es Martínez
- Arturo Soto Rangel como banquero
- Fellove como cantante
- Carlos Múzquiz como Comandante
- Roberto G. Rivera como policía
- Armando Acosta como invitado de fiesta
- Daniel Arroyo como invitado de fiesta
- René Barrera como detective
- Lonka Becker como huésped de fiesta
- Carlos Bravo y Fernández como el mayordomo
- Rodolfo Calvo como Sr. de Villareal (no acreditado)
- Enrique Carrillo como policía
- Alfonso Carti como capitán policial.
- Arturo Castro "Bigotón" como hombre arrestado.
- María Luisa Cortés como invitada a fiesta.
- Mario García Harapos como cantinero.
- Jesús Gómez como invitado a fiesta
- Leonor Gómez como mujer en mercado.
- Rubén Márquez como invitada a fiesta.
- Lina Regis como invitada a fiesta.